# Gerhard Hempel
Gerhard Hempel (1903–1991) war vom 1. Oktober 1946 bis zum 19. Juli 1948 Oberbürgermeister in Weimar. Er gehörte der LDPD an. Er war ausgebildeter Jurist.
Die zwischenzeitliche Übernahme der OB-Geschäfte erfolgte durch Bürgermeister Hans Hellmich.
In seine Amtszeit fielen die Vorbereitungen für das Goethe-Jahr in Weimar. Es brachen bereits auf dieser Ebene offene Ost-West-Konflikte aus, wie aus einer Anfrage Hempels vom 17. März 1948 zum bevorstehenden Goethe-Jahr an den Frankfurter Oberbürgermeister Walter Kolb zu ersehen ist. Seine Bitte um Meinungsaustausch blieb unbeantwortet.
Auch war Hempel Gegner des Hausratsgesetzes. Hempel ging es bei der Umsiedlerkonferenz darum bei der Zwangsverteilung von Mobiliar dieses auf den nationalsozialistisch belasteten Personenkreis zu begrenzen, was jedoch bereits gängige Praxis war. Letztlich konnte sich Hempel damit nicht durchsetzen und wurde aus dem Amt gedrängt.